# Gunboyu gazetesi
 (juillet 2020).
 (juillet 2020).
Günboyu gazetesi (en français : Le journal pour toute la journée) est un journal turc et un site d'actualités créé en 2002,,,.
Le journal gunboyugazetesi.com.tr a une ligne éditoriale portée sur la religion, la politique, l'histoire, la santé, l'économie, le sport et les faits divers principalement turcs, mais aussi des articles sur des évènements à l'échelle internationale,,.
3 millions d'internautes consultent le site chaque mois.
Il soutient le nationalisme et le kémalisme turcs tel que Yeniçağ ,,.